# Fendi (песня)
«Fendi» — песня российского хип-хоп-исполнителя Рахима Абрамова, более известного как Rakhim, позднее ставшая вирусной. Она была выпущена 17 июля 2020 года в качестве сингла вне лейбла и спродюсирована Slava Marlow. Трек был записан после покупки куртки бренда Fendi.

## История
На песню было снято рекордное количество видео в русском сегменте сервиса TikTok — 3,2 миллиона. В 2020 году песня была включена в список самых популярных песен TikTok и топ-30 треков по версии социальной сети «ВКонтакте».

## Видеоклип
Официальный релиз видеоклипа на трек состоялся 12 октября 2020 года. За сутки музыкальное видео набрало 1,2 миллиона просмотров. Режиссёром клипа стал Михаил Кумаров, а оператором — Алексей Янков.
Владислав Шеин из ТНТ Music сравнил клип с «фрагментом из экшен-фильма» и отметил, что клип оформлен в мрачных тонах.

## Конфликты
В сентябре 2020 года российский рэпер Ганвест выпустил песню «Fendi2», которая полностью копирует припев из песни «Fendi». Перед выпуском песни Руслан написал: «есть только один оригинал и он мой». Это не понравилось Рахиму, в результате чего у них произошла стычка.

## Чарты
| Чарт (2020)          | Высшая позиция |
| -------------------- | -------------- |
| Мир (ВКонтакте)      | 2              |
| Мир (Boom)           | 3              |
| Мир (TikTok)         | 6              |
| Россия (Apple Music) | 5              |
| Россия (Shazam)      | 7              |
| Россия (Spotify)     | 1              |
| Zvooq.pro            | 19             |

## Ремикс
«Fendi» — ремикс одноимённой песни российского хип-хоп-исполнителя Rakhim, записанный совместно с нидерландским диджеем, музыкальным продюсером R3hab и американским рэпером Smokepurpp. Продюсером композиции выступил R3hab.

### Предыстория
Впервые о коллаборации стало известно, когда R3hab в своём Instagram-аккаунте опубликовал пост, где предложил Smokepurpp объединиться для записи песни, на что Smokepurpp дал согласие. Затем, по словам Рахима, R3hab и Smokepurpp предложили записать совместную композицию. Также он заявил, что данное сотрудничество «подарит „Fendi“ вторую жизнь и выведет её на новый уровень».

### Описание
В ремиксе «Fendi» появились куплет от Smokepurpp и новая инструментальная часть R3hab, однако пропал первый куплет Рахима, в связи с чем песня почти сразу начинается с хука и под конец превращается в «урчащий дип хаус».

### Отзывы
Артём Кучников, корреспондент ТНТ Music, сказал, что новая версия «Fendi» ожидаемо обрела «билингвическое обаяние» из-за того факта, что Rakhim не стал менять оригинальный язык исполнения собственных куплетов. Также Артём заметил, что инструментал трека «сохранил оригинальный рэп-вайб», но ближе к концу R3hab «выводит бит на территорию EDM». Галина Иванова, автор статьи, опубликованной на сайте Srsly, отметила, что в ремиксе «старый добрый „Fendi“» узнаётся с первых нот.